# Henrik Brandão Jönsson
Lars Henrik Brandão Jönsson, född 6 juli 1969 i Husie församling i Malmö kommun, är en svensk journalist och författare. Han är sedan 2002 bosatt i Rio de Janeiro och är Dagens Nyheters korrespondent i Latinamerika.

## Biografi
Henrik Brandão Jönsson växte upp i Malmö. Innan han blev journalist utbildade han sig till verkstadsmekaniker. Vid sidan av arbetet som mekaniker ägnade han sig åt musik. Så småningom började han recensera skivor i lokaltidningarna och skrivandet förde honom sedan till Latinamerika. När han kom tillbaka till Sverige sökte han sig till journalistutbildningen vid Skurups folkhögskola.
Efter att ha utbildat sig till journalist och arbetat för bland andra Sveriges Radio och Sydsvenskan blev han handplockad till jobbet som Malmöredaktör på den då nystartade bilagan Expressen Fredag.
Efter att ha träffat en brasiliansk kvinna bosatte Brandão Jönsson sig permanent i Rio de Janeiro år 2002. År 2007 belönades Henrik Brandão Jönssons reportage Luftduellen i fotbollsmagasinet Offside till "Månadens reportage" av tidningen Resumé. År 2010 kom hans första reportagebok Fantasiön – ett reportage från Brasiliens hjärta på Atlas förlag, och senare samma år skrev han häftet Brasilien – Landet som blev en stormakt som gavs ut av Utrikespolitiska institutet.
Tillsammans med Fredrik Quistbergh och Mats Deland gjorde han dokumentären Sanningen om Sommerlath som visades i TV4:s program Kalla fakta. Dokumentären avslöjar att drottning Silvias far Walther Sommerlath var politiskt aktiv i nazistpartiet och visar att han deltog i den så kallade ariseringen, Adolf Hitlers politik för att frånta judar i Tyskland deras tillgångar. För den dokumentären nominerades han till Stora Journalistpriset och Guldspaden, samt belönades med Kristallen för Årets granskning.
Inför VM 2014 i Brasilien skrev Brandão Jönsson Gräset är alltid grönare i Brasilien som utsågs till årets fotbollsbok av Magnus Utvik i SVT. Kulturnytt i P1 kallade boken "stor reportagekonst om fotbollstokigt Brasilien". Boken gavs även ut på danska, nederländska och engelska. Under VM 2014 medverkade han som Brasilienexpert i SVT:s studio i Copacabana. 
Inför sommar-OS 2016 i Rio kom hans reportagesamling Best of Brandão som samlar hans bästa texter från Latinamerika, Afrika och Skåne.
Sommaren 2020 släpptes Brandão Jönssons fjärde bok Där solen aldrig går ned – Hur världens mest sorgsna land gjorde världen syndigare som skildrar den lusofona världen utifrån de sju dödssynderna. Den fick ett gott mottagande och har tryckts i sju upplagor. Boken har även översatts till portugisiska och getts ut i Portugal av Penguin Random House, under titeln Viagem pelos Sete Pecados da Colonização Portuguesa.
Sommaren 2022 var han sommarvärd och pratade i Sommar i P1 om sitt liv i Brasilien.
I maj 2024 släpptes Brandão Jönssons femte bok Saudade – Att längta bort och hem på samma gång (Natur & Kultur) som fick ett positivt mottagande.

### Fotnoter
1. ↑  Fredrik Thambert (15 juli 2014). ””Finns inget folkligt med mig””. www.resume.se. Resumé. https://www.resume.se/kommunikation/media/finns-inget-folkligt-med-mig/. Läst 30 september 2024.
2. ↑  ””Jag var lite av en pajas, för svenskarna var så tråkiga””. Sydsvenskan. 19 maj 2024. https://www.sydsvenskan.se/2024-05-19/jag-var-lite-av-en-pajas-for-svenskarna-var-sa-trakiga/. Läst 30 september 2024.
3. ↑  ”Luftduellen”. Fotbollsmagasinet Offside. 9 december 2019. https://www.offside.org/reportage/luftduellen/. Läst 26 maj 2020.
4. ↑   Brasilien - landet som blev en stormakt. https://biblioteket.stockholm.se/titel/157516. Läst 26 maj 2020
5. ↑  Fredrik Wadström (21 oktober 2013). ”Stor reportagekonst om fotbollstokigt Brasilien”. Sveriges Radio. http://sverigesradio.se/sida/artikel.aspx?programid=478&artikel=5680201. Läst 24 juni 2014.
6. ↑  ”Best of Brandão: SVT”. https://www.youtube.com/watch?v=6F3OZ-LITnM. Läst 2 april 2018.
7. ↑  ”Best of Brandao : tolv reportage som berör”. Adlibris. https://www.adlibris.com/se/bok/best-of-brandao-tolv-reportage-som-beror-9789173895194. Läst 31 mars 2018.
8. ↑  ”Där solen aldrig går ned”. www.nok.se. https://www.nok.se/titlar/allmanlitteratur-sakprosa/dar-solen-aldrig-gar-ned/. Läst 26 maj 2020.
9. ↑  ”Portugals koloniala arv skildrat med liv och lust”. Sydsvenskan. https://www.sydsvenskan.se/2020-08-10/henrik-brandao-jonsson-aker-jorden-runt-i-kolonialismens. Läst 14 augusti 2020.
10. ↑  Sjöberg, Fredrik (2 augusti 2020). ”Svart resa genom Portugals koloniala förflutna”. Svenska Dagbladet. ISSN 1101-2412. https://www.svd.se/svart-resa-genom-portugals-koloniala-forflutna. Läst 14 augusti 2020.
11. ↑  ”Henrik Brandão Jönssons bok om Portugals blodiga kolonialhistoria är full av livsnjuteri”. DN.SE. 13 augusti 2020. https://www.dn.se/kultur-noje/henrik-brandao-jonssons-bok-om-portugals-blodiga-kolonialhistoria-ar-full-av-livsnjuteri/. Läst 14 augusti 2020.
12. ↑  ”Penguin Random House” (på amerikansk engelska). PenguinRandomhouse.com. https://www.penguinrandomhouse.com/. Läst 6 oktober 2022.
13. ↑  ”Viagem pelos sete pecados da colonização portuguesa - Penguin Livros | 9789897842689” (på europeisk portugisiska). https://www.penguinlivros.pt/loja/objectiva/livro/viagem-pelos-sete-pecados-da-colonizacao-portuguesa/. Läst 6 oktober 2022.
14. ↑  ”Henrik Brandão Jönsson - Sommar & Vinter i P1”. sverigesradio.se. Sveriges Radio. https://sverigesradio.se/avsnitt/henrik-brandao-jonsson-sommarprat-2022. Läst 6 oktober 2022.
15. ↑  ”Saudade” (på engelska). Wikipedia. 2022-09-12. https://en.wikipedia.org/w/index.php?title=Saudade&oldid=1109842693. Läst 6 oktober 2022.
16. ↑  Martin Engberg (4 maj 2024). ”Recension: Att längta bort och hem på samma gång”. Göteborgs-Posten. https://www.gp.se/kultur/litteratur/litteraturrecension/recension-saudade-av-henrik-brandao-jonsson.ffaa33b2-a127-487b-96b8-5f02a2b05faf. Läst 20 april 2025.